# Jesús Pérez
Jesús Maria Pérez Silva (* 15. Juli 1984) ist ein venezolanischer Radrennfahrer.

## Karriere
Jesús Perez gewann 2003 zum ersten Mal eine Etappe bei der Venezuela-Rundfahrt. Zwei Jahre später konnte er einen Etappensieg dort wiederholen. In der Saison 2006 gewann er die ersten beiden Etappen der Vuelta al Táchira. Später war er noch bei einem Teilstück der Volta Ciclistica Internacional do Paraná erfolgreich. Seit Juli 2007 fuhr Perez für das Continental Team Cinelli-Endeka-OPD. In seinem ersten Rennen für die neue Mannschaft, der Vuelta a Madrid, konnte er gleich eine Etappe für sich entscheiden. Für dieses Radsportteam gewann er später im Jahr und 2008 eine Etappe der Vuelta a Venezuela sowie ebenfalls 2008 eine Etappe der Tour du Maroc. Nach 2008 fuhr er nicht mehr für UCI-registrierte Teams, gewann aber bis 2013 sieben weitere Abschnitte seiner Heimatrundfahrt.

## Erfolge
2003
- eine Etappe Venezuela-Rundfahrt

2005
- eine Etappe Venezuela-Rundfahrt

2006
- zwei Etappen Vuelta al Táchira
- eine Etappe Volta Ciclistica Internacional do Paraná

2007
- eine Etappe Vuelta a Madrid
- eine Etappe Vuelta a Venezuela

2008
- eine Etappe Tour du Maroc
- eine Etappe Vuelta a Venezuela

2009
- zwei Etappen Vuelta a Venezuela

2010
- zwei Etappen Vuelta a Venezuela

2013
- drei Etappen Vuelta a Venezuela

## Teams
- 2007 Cinelli-Endeka-OPD (ab 19. Juli)
- 2008 Cinelli-OPD